# Puchar Sześciu Narodów Kobiet 2008
Puchar Sześciu Narodów Kobiet 2008 – siódma edycja Pucharu Sześciu Narodów Kobiet, międzynarodowych rozgrywek w rugby union dla żeńskich reprezentacji narodowych. Zawody odbyły się w dniach 1 lutego – 16 marca 2008 roku, a zwyciężyła w nich reprezentacja Anglii, która pokonała wszystkich rywali i tym samym zdobyła dodatkowo Wielkiego Szlema.
Wliczając turnieje w poprzedniej formie, od czasów Home Internal Championship i Pucharu Pięciu Narodów, była to trzynasta edycja tych zawodów.

## Mecze
| 1 lutego 200814:40 | Irlandia | 19:0 | Włochy | St Mary’s RFC, Dublin |
| 1 lutego 200814:40 |          | 19:0 |        | St Mary’s RFC, Dublin |

| 2 lutego 200814:30 | Anglia | 55:0 | Walia | London Irish Amateur RFC, Sunbury-on-Thames |
| 2 lutego 200814:30 |        | 55:0 |       | London Irish Amateur RFC, Sunbury-on-Thames |

| 3 lutego 200812:00 | Szkocja | 15:43 | Francja | Meggetland, Edynburg |
| 3 lutego 200812:00 |         | 15:43 |         | Meggetland, Edynburg |

| 9 lutego 200814:30 | Włochy | 6:76 | Anglia | Stadio Tre Fontane, Rzym |
| 9 lutego 200814:30 |        | 6:76 |        | Stadio Tre Fontane, Rzym |

| 10 lutego 200813:00 | Walia | 23:6 | Szkocja | Taffs Well RFC, Taff's Well |
| 10 lutego 200813:00 |       | 23:6 |         | Taffs Well RFC, Taff's Well |

| 10 lutego 200815:00 | Francja | 26:17 | Irlandia | Saint-Gratien |
| 10 lutego 200815:00 |         | 26:17 |          | Saint-Gratien |

| 22 lutego 200818:00 | Irlandia | 13:3 | Szkocja | St Mary’s RFC, Dublin |
| 22 lutego 200818:00 |          | 13:3 |         | St Mary’s RFC, Dublin |

| 23 lutego 200816:00 | Francja | 0:31 | Anglia | Bergerac |
| 23 lutego 200816:00 |         | 0:31 |        | Bergerac |

| 24 lutego 200813:00 | Walia | 27:5 | Włochy | Taffs Well RFC, Taff's Well |
| 24 lutego 200813:00 |       | 27:5 |        | Taffs Well RFC, Taff's Well |

| 7 marca 200819:30 | Irlandia | 10:19 | Walia | St Mary’s RFC, Dublin |
| 7 marca 200819:30 |          | 10:19 |       | St Mary’s RFC, Dublin |

| 8 marca 200812:00 | Szkocja | 5:34 | Anglia | Meggetland, Edynburg |
| 8 marca 200812:00 |         | 5:34 |        | Meggetland, Edynburg |

| 8 marca 200816:00 | Francja | 35:6 | Włochy | Stade Georges Pompidou, Valence |
| 8 marca 200816:00 |         | 35:6 |        | Stade Georges Pompidou, Valence |

| 15 marca 200813:00 | Walia | 3:0 | Francja | Taffs Well RFC, Taff's Well |
| 15 marca 200813:00 |       | 3:0 |         | Taffs Well RFC, Taff's Well |

| 15 marca 200816:45 | Anglia | 17:7 | Irlandia | London Irish Amateur RFC, Sunbury-on-Thames |
| 15 marca 200816:45 |        | 17:7 |          | London Irish Amateur RFC, Sunbury-on-Thames |

| 16 marca 200814:30 | Włochy | 31:10 | Szkocja | Stadio comunale, Mira |
| 16 marca 200814:30 |        | 31:10 |         | Stadio comunale, Mira |